# Michael Thwaite
Michael Errol Thwaite (* 2. Mai 1983 in Brisbane) ist ein australischer ehemaliger Fußballspieler.

## Karriere

### Verein
Geboren in Brisbane wuchs er seit seinem zweiten Lebensjahr in Cairns auf. Er begann seine Karriere 2002 beim Amateurverein der Universität Sydney in der New South Wales Winter Super League und wechselte kurze Zeit später zu den Marconi Stallions in die National Soccer League.
Anschließend spielte er jeweils zwei Saisons für den rumänischen Erstligisten FC Progresul Bukarest und den polnischen Erstligisten Wisła Krakau, wo er jeweils das Finale des nationalen Pokalwettbewerbs erreichte, aber nicht gewann. Am 28. Januar 2008 unterschrieb er einen Vertrag beim norwegischen Erstligisten Brann Bergen. Dort kam er jedoch nur zu zwei Einsätzen, bevor er am 19. Juni 2008 an Melbourne Victory ausgeliehen wurde.
Zur Saison 2009/10 wechselte er zu Gold Coast United, wo er am 1. Februar 2011 das erste Tor seiner Profikarriere gegen seinen früheren Klub Melbourne Victory schoss. Da Gold Coast United am Ende der Saison 2011/12 die Lizenz entzogen wurde, wechselte Thwaite Mitte 2012 zu Perth Glory.

### Nationalmannschaft
Von 2002 bis 2004 war Thwaite Teil der australischen U-20-Nationalmannschaft und nahm mit ihr an der Junioren-Fußballweltmeisterschaft 2003 in den Vereinigten Arabischen Emiraten teil, wo sie das Viertelfinale erreichten. Sein Debüt für die Australische Fußballnationalmannschaft gab er am 9. Oktober 2005 beim 5:0-Sieg im Freundschaftsspiel gegen Jamaika.

## Erfolge
- FC Progresul Bukarest
  - Rumänischer Pokal-Finalist: 2006
- Wisła Krakau
  - Polnischer Pokal-Finalist: 2008
- Melbourne Victory
  - A-League Championship: 2009
  - A-League Premiership: 2009
- Persönlich
  - Gold Coast United – Spieler des Jahres: 2010
  - Nominierung in das PFA Team of the Year: 2012/13 (Ersatzbank)